# 2007년 전미 비평가 협회상
제42회 전미 비평가 협회상은 2007년 최고의 영화를 기리기 위해 2008년 1월에 열린 시상식이다. 뉴욕에서 개최되었다.

## 수상 및 후보

### 작품상
- 데어 윌 비 블러드 - 폴 토마스 앤더슨 수상

### 감독상
- 데어 윌 비 블러드 - 폴 토마스 앤더슨 수상

### 여우주연상
- 어웨이 프롬 허 - 줄리 크리스티 수상

### 남우주연상
- 데어 윌 비 블러드 - 다니엘 데이 루이스 수상

### 여우조연상
- 아임 낫 데어 - 케이트 블란쳇 수상

### 남우조연상
- 비겁한 로버트 포드의 제시 제임스 암살 - 케이시 애플렉 수상

### 각본상
- 세비지스 - 타마라 젠킨스 수상

### 촬영상
- 데어 윌 비 블러드 - 로버트 엘스윗 수상

### 외국어영화상
- 4개월, 3주... 그리고 2일 - 크리스티안 문주 수상

### 다큐멘터리상
- 끝이 안보인다 - 찰스 퍼거슨 수상

### 실험영화상
- 이윤 동기와 속삭이는 바람 - 존 지안비토 수상